# Volutaria
Volutaria là một chi thực vật có hoa trong họ Cúc (Asteraceae). They range from Iberia to the Near East and East Africa, but are most diverse in the Maghreb.

## Loài
Chi Volutaria gồm các loài:
- Volutaria abyssinica (A.Rich.) C.Jeffrey
- Volutaria albicaulis (Deflers) G.Wagenitz
- Volutaria belouinii (Humbert) Maire
- Volutaria bollei (Bolle) A.Hansen & G.Kunkel
- Volutaria boranensis (Cufod.) G.Wagenitz
- Volutaria canariensis G.Wagenitz
- Volutaria crupinoides (Desf.) Maire
- Volutaria dhofarica G.Wagenitz
- Volutaria djiboutensis G.Wagenitz
- Volutaria leucantha (Coss.) Maire
- Volutaria lippii (L.) Maire
- Volutaria maroccana (Barratte & Murb.) Maire
- Volutaria muricata (L.) Maire (Morocco knapweed)
- Volutaria ramosissima (Pitard) Sennen
- Volutaria saharae (Chevall.) Quezel & Santa
- Volutaria sinaica (DC.) G.Wagenitz
- Volutaria socotrensis G.Wagenitz
- Volutaria somalensis (Oliv. & Hiern) C.Jeffrey
- Volutaria tubuliflora (Murb.) Sennen